# ستيفن هاغ
ستيفن هاغ (بالإنجليزية: Stephen Hague)‏ هو ملحن ومنتج أسطوانات أمريكي، ولد في 1960 في بورتلاند في الولايات المتحدة.

## وصلات خارجية
- ستيفن هاغ على موقع IMDb (الإنجليزية)
- ستيفن هاغ على موقع ميوزك برينز (الإنجليزية)
- ستيفن هاغ على موقع قاعدة بيانات برودواي على الإنترنت (الإنجليزية)
- ستيفن هاغ على موقع أول ميوزيك (الإنجليزية)
- ستيفن هاغ على موقع ديسكوغز (الإنجليزية)